# Elliot Perlman
Pour les articles homonymes, voir Perlman.
Œuvres principales
Ambiguïtés, La mémoire est une chienne indocile
Elliot Perlman, né le 7 mai 1964, est un avocat et écrivain australien vivant à Melbourne. Il est l'auteur de trois romans et d'un recueil de nouvelles.

## Biographie
Descendant d'une famille juive d'Europe de l'Est émigrée en Australie, Elliot Perlman naît à Melbourne le 7 mai 1964. 
Son premier roman, Trois dollars, obtient le prix The Age Book of the Year en 1998.
Il vit à Melbourne où il exerce la profession d'avocat.

## Œuvres

### Romans
- Trois dollars, Éditions Robert Laffont, 2006 ((en) Three Dollars, 1998)
- Ambiguïtés, Éditions Robert Laffont, 2005 ((en) Seven Types of Ambiguity, 2003)
- La mémoire est une chienne indocile, Éditions Robert Laffont, 2013 ((en) The Street Sweeper, 2011)
- Et si le cheval se mettait à parler, Editions Robert Laffont 2021

### Nouvelles
- L'amour et autres surprises matinales, Éditions Robert Laffont, 2008 ((en) The Reasons I Won't Be Coming, 1998)

## Adaptations
Le roman Three Dollars a été adapté au cinéma en 2005. Le film a été réalisé par Robert Connolly et a pour acteurs principaux David Wenham et Frances O'Connor.

## Prix
Le premier roman d'Elliot Perlman, Trois dollars, a obtenu The Age Book of the Year en 1998.